# Natalija Polozkova
Natalija Fjodorovna Polozkova-Kozlova (Russisch: Наталья Федоровнан Полозкова-Козлова) (Tsjeljabinsk, 2 april 1972) is een schaatsster uit Rusland. Ze vertegenwoordigde het gezamenlijk team op de Olympische Winterspelen 1992 in Albertville, en Rusland op de Olympische Winterspelen 1994 in Lillehammer, en de Olympische Winterspelen 1998 in Nagano.
Polozkova is de schoondochter van olympisch schaatsster Lidia Skoblikova.

## Resultaten

### Olympische Winterspelen
| Jaar | Plaats      | Resultaten                     |
| ---- | ----------- | ------------------------------ |
| 1992 | Albertville | 15e 500 m 20e 1000 m 4e 1500 m |
| 1994 | Lillehammer | 22e 500 m 10e 1000 m 7e 1500 m |
| 1998 | Nagano      | 17e 1000 m 10e 1500 m          |

### Wereldkampioenschappen
| Jaar                         | Plaats                   | Resultaten                        |
| ---------------------------- | ------------------------ | --------------------------------- |
| 1991 Allround                | Hamar                    | 8e Allround                       |
| 1992 Allround                | Heerenveen               | 30e Allround                      |
| 1993 Allround                | Berlijn                  | 15e Allround                      |
| 1998 Sprint                  | Berlijn                  | 25e Sprint                        |
| 2001 Afstanden 2001 Allround | Salt Lake City Boedapest | 9e 1500 m 13e 3000 m 14e Allround |

### Wereldbeker
| Seizoen   | 1500 m | 3000 m & 5000 m |
| --------- | ------ | --------------- |
| 1998/1999 | 33e    | 32e             |
| 1999/2000 | -      | 34e             |
| 2000/2001 | 45e    | 36e             |
| 2001/2002 | 40e    | 12e             |
| 2002/2003 | 19e    | 14e             |
| 2003/2004 | 30e    | 10e             |
| 2004/2005 | -      | 28e             |
| 2005/2006 | 36e    | 24e             |

### Europese kampioenschappen
| Jaar | Plaats          | Allround |
| ---- | --------------- | -------- |
| 1991 | Sarajevo        | 6e       |
| 1999 | Heerenveen      | 10e      |
| 2000 | Hamar           | 16e      |
| 2001 | Baselga di Pinè | 7e       |

### USSR/Russische kampioenschappen
| Jaar | 500 m | 1000 m | 1500 m | Sprint | Allround |
| ---- | ----- | ------ | ------ | ------ | -------- |
| 1991 | -     | -      | -      | -      | 6e       |
| 1992 | Brons | Zilver | 4e     | -      | -        |
| 1993 | -     | -      | -      | Zilver | Brons    |
| 1997 | -     | -      | -      | Zilver | DNF      |
| 1998 | -     | -      | -      | -      | Goud     |
| 1999 | -     | -      | -      | -      | Zilver   |
| 2000 | -     | -      | -      | -      | Zilver   |
| 2001 | -     | -      | -      | -      | Zilver   |
| 2003 | -     | Zilver | Goud   | Brons  | Brons    |

## Persoonlijke records
| Afstand    | Tijd    | Datum            | Baan           |
| ---------- | ------- | ---------------- | -------------- |
| 500 meter  | 40,02   | 23 november 1997 | Calgary        |
| 1000 meter | 1.18,83 | 23 november 1997 | Calgary        |
| 1500 meter | 1.56,25 | 9 maart 2001     | Salt Lake City |
| 3000 meter | 4.08,60 | 9 maart 2001     | Salt Lake City |
| 5000 meter | 7.32,92 | 8 januari 1999   | Heerenveen     |